# Rồng Wawel
Rồng Wawel (tiếng Ba Lan: Smok Wawelski), còn được gọi là Rồng của đồi Wawel, là một con rồng nổi tiếng trong văn hóa dân gian Ba Lan. Hang ổ của nó ở trong một hang động dưới chân đồi Wawel trên bờ sông Vistula. Đồi Wawel nằm ở Kraków, lúc đó là thủ đô của Ba Lan. Nó đã bị đánh bại trong thời cai trị của Krakus, bởi các con trai của ông theo các phiên bản đầu tiên; trong một tác phẩm sau đó, việc giết rồng được ghi nhận là bởi một thợ đóng giày mang tên Skuba.

## Lịch sử

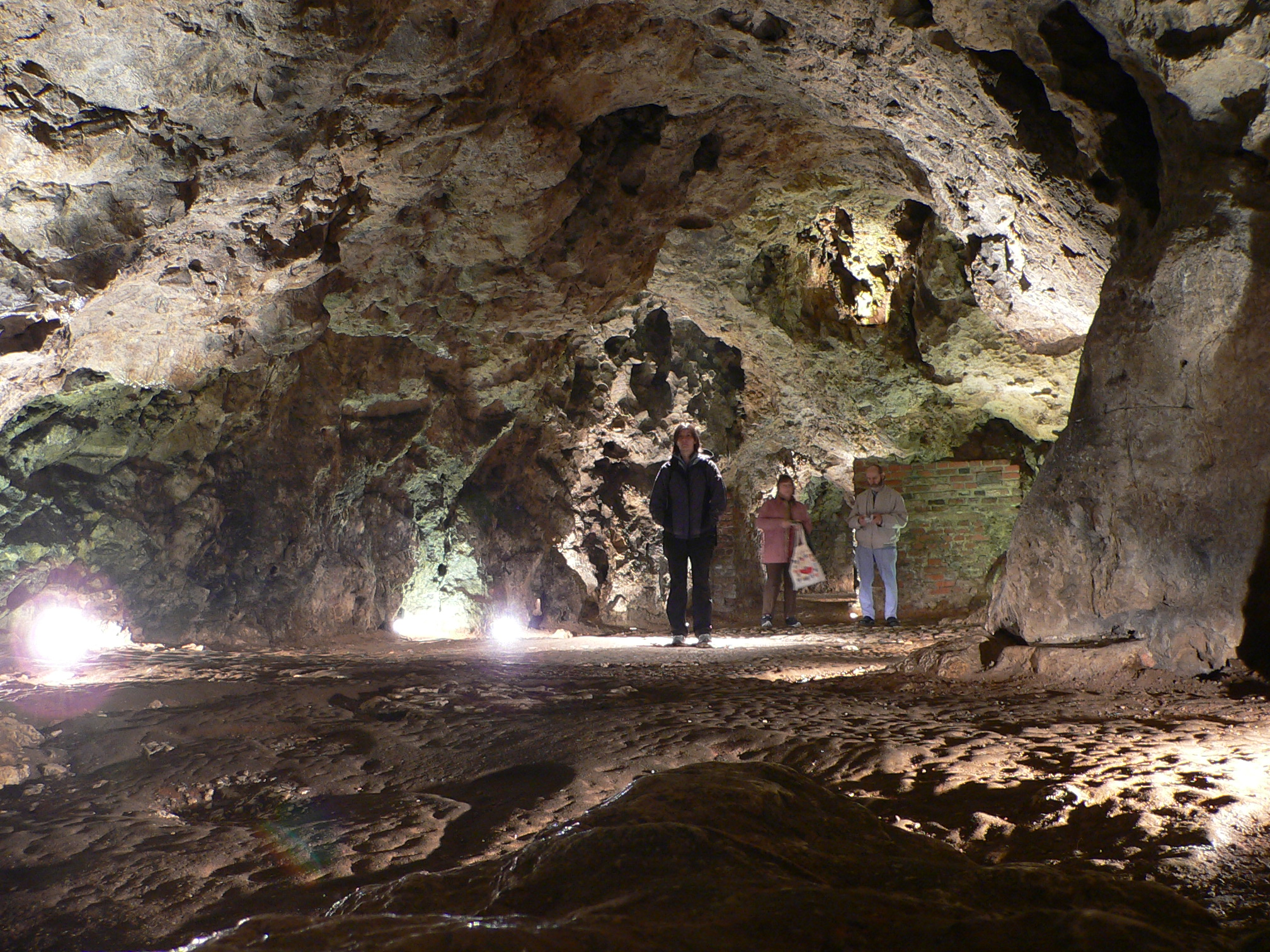
Hang rồng

Câu chuyện được biết đến lâu đời nhất về câu chuyện xuất phát từ tác phẩm từ thế kỷ 13 được cho là của Giám mục Kraków và nhà sử học Ba Lan, Wincenty Kadłubek.
Cảm hứng cho tên của Skuba có lẽ là một nhà thờ của St. Jacob (pol. Kuba), nằm gần lâu đài Wawel. Trong một trong những câu chuyện thần thoại về St. Jacob, anh ta đánh bại một con rồng thở ra lửa.

## Biên niên sử Ba Lan (thế kỷ 13)
Theo Biên niên sử Ba Lan của Wincenty Kadłubek, rồng Wawel xuất hiện dưới triều đại của vua Krakus (lat. Gracchus). Con rồng yêu cầu phải cống nạp gia súc hàng tuần, nếu không, con người sẽ bị nuốt chửng. Với hy vọng giết được con rồng, Krakus đã kêu gọi hai con trai của mình là Lech và Krakus II. Tuy nhiên, họ không thể đánh bại sinh vật bằng tay, vì vậy họ đã nghĩ ra một mẹo. Họ cho nó ăn một miếng da bê nhồi đầy lưu huỳnh âm ỉ, khiến nó chết trong dữ dội. Sau đó, anh em tranh luận về việc ai xứng đáng được vinh danh vì đã giết con rồng. Người anh trai đã giết em trai Grakch (Krakus), và nói với những người khác rằng con rồng đã giết anh ta. Khi Lech trở thành vua, bí mật của anh đã được tiết lộ và anh bị trục xuất khỏi đất nước. Thành phố được đặt tên để công nhận Krakus dũng cảm và vô tội.

### Cuối thời trung cổ
Jan Długosz trong cuốn niên sử thế kỷ 15 của ông đã viết rằng người đánh bại con rồng là Vua Krakus, người đã ra lệnh cho gia nhân của mình nhét thịt của một con bê bằng các chất dễ cháy (lưu huỳnh, chất kết dính, sáp, cao độ và nhựa đường) và đốt chúng. Con rồng ăn bữa ăn có mồi cháy và chết bởi lửa ngay trước khi bị thiêu rụi hoàn toàn.
Một phiên bản khác của Marcin Bielski từ thế kỷ 16 đã công nhận cho người thợ đóng giày Skuba vì đã đánh bại con rồng. Câu chuyện vẫn diễn ra ở Kraków dưới thời vua Krakus, người sáng lập huyền thoại của thành phố, và da của một con bê chứa đầy lưu huỳnh đã được sử dụng làm mồi cho rồng. Con rồng không thể nuốt thứ này và uống nước cho đến khi nó chết. Sau đó, Skuba được thưởng rất nhiều. Bielski nói thêm, "Người ta vẫn có thể nhìn thấy hang động của hắn dưới lâu đài. Nó được gọi là Hang Rồng (Smocza Jama) " 

## Phiên bản truyền miệng phổ biến
Phiên bản truyện cổ tích nổi tiếng nhất của câu chuyện Rồng Wawel diễn ra tại Kraków dưới thời vua Krakus, người sáng lập huyền thoại của thành phố. Mỗi ngày, con rồng độc ác sẽ hủy diệt một nơi trên khắp các vùng nông thôn, giết chết thường dân, cướp phá nhà cửa và nuốt chửng gia súc của họ. Trong nhiều phiên bản của câu chuyện, con rồng đặc biệt thích ăn những thiếu nữ trẻ tuổi. Những chiến binh vĩ đại gần xa đã chiến đấu để giành giải thưởng và thất bại. Người học việc của thợ đóng giày (tên là Skuba) đã chấp nhận thử thách. Anh ta nhét một con cừu bằng lưu huỳnh và đặt nó bên ngoài hang rồng. Con rồng đã ăn nó và trở nên khát nước, nó quay sang sông Vistula và uống cho đến khi nó nổ tung. Người thợ đóng giày kết hôn với con gái của nhà vua như đã hứa, và thành lập thành phố Kraków.

## Giải thích huyền thoại

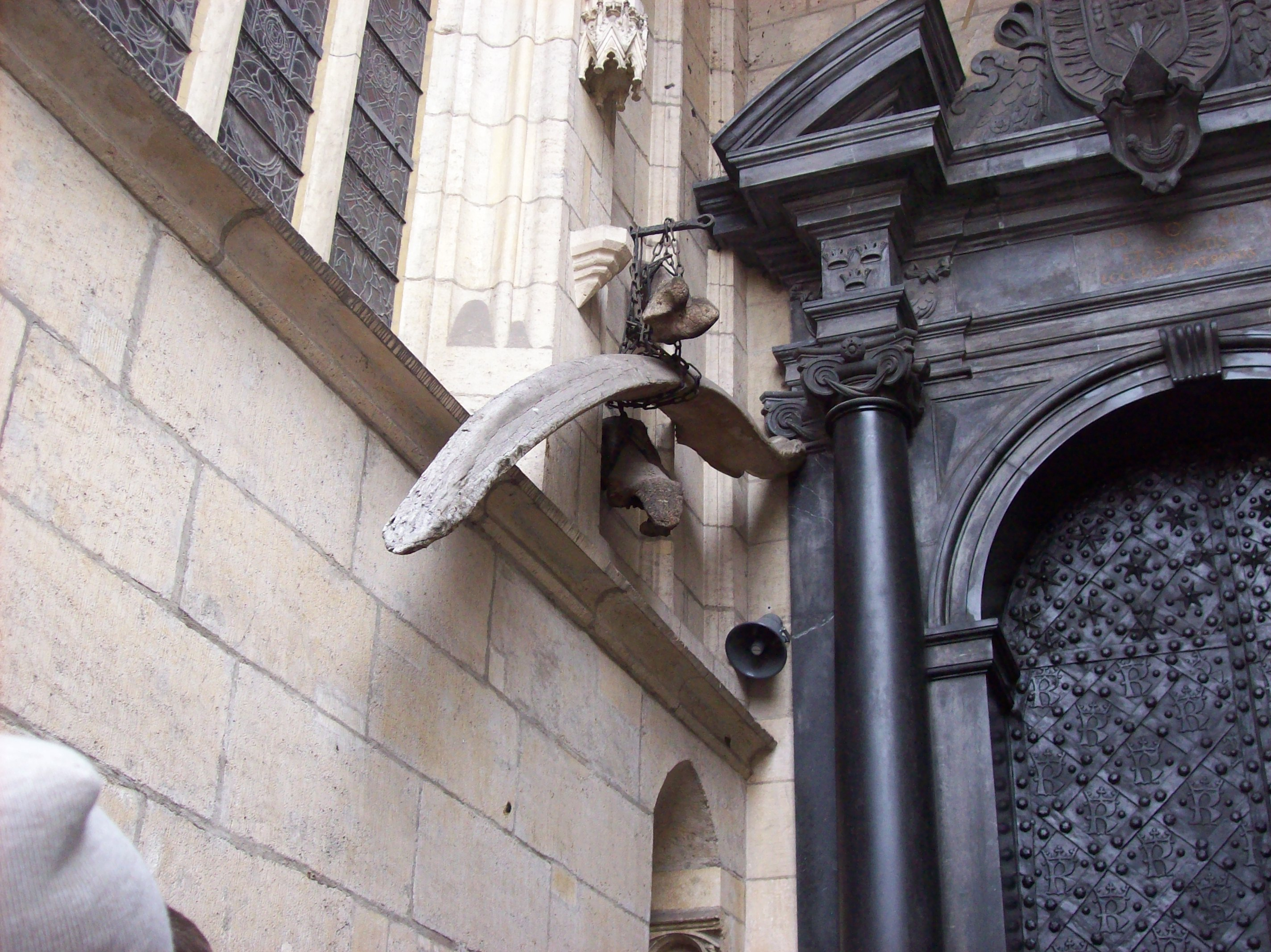
Xương rồng treo bên ngoài Nhà thờ Wawel

Truyền thuyết về rồng Wawel có những điểm tương đồng với câu chuyện trong kinh thánh về Daniel và rồng Babylon. Những câu chuyện tương tự được kể về Alexander Đại đế nhưng người ta tin rằng câu chuyện Kraków có nguồn gốc tiền Kitô giáo.
Ngoài những nỗ lực để giải thích huyền thoại về Rồng Wawel đơn giản là một biểu tượng của tội ác, có thể có một số tiếng vang của các sự kiện lịch sử. Theo một số nhà sử học, con rồng là biểu tượng cho sự hiện diện của người Avar trên đồi Wawel vào nửa sau của thế kỷ thứ sáu, và các nạn nhân bị nuốt chửng bởi con thú tượng trưng cho cống nạp của họ. Cũng có những nỗ lực để giải thích câu chuyện như một tài liệu tham khảo về sự hy sinh của con người và là một phần của một huyền thoại cũ, chưa biết.
Nhà thờ Wawel và Lâu đài Wawel của Kraków trên đồi Wawel. Trước lối vào nhà thờ, có xương của các sinh vật sống từ kỷ Pleistocene treo trên một sợi dây, được tìm thấy và mang đến nhà thờ trong thời trung cổ như hài cốt của một con rồng. Người ta tin rằng thế giới sẽ đi đến hồi kết khi xương sẽ rơi xuống đất.
Nhà thờ Wawel có một bức tượng rồng Wawel và một tấm bia kỷ niệm sự thất bại của hắn bởi Krakus, một hoàng tử Ba Lan, theo tấm bảng, anh ta đã thành lập thành phố và xây dựng cung điện của mình trên hang ổ của con rồng. Hang rồng bên dưới lâu đài hiện là điểm dừng chân du lịch nổi tiếng.

## Thời hiện đại

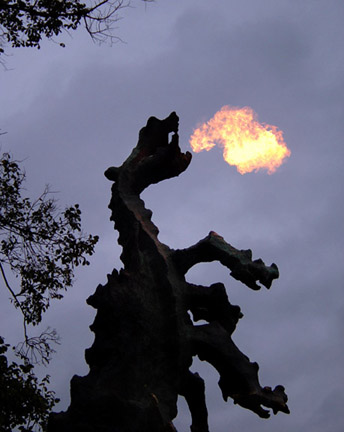
Tác phẩm điêu khắc rồng Wawel của Bronisław Chromy

- Một tác phẩm điêu khắc bằng kim loại của Wawel Dragon, được thiết kế vào năm 1969 bởi Bronisław Chromy, đã được đặt trước cửa hang rồng vào năm 1972.[9] Con rồng có bảy đầu, nhưng mọi người thường nghĩ rằng nó có một đầu và sáu chân trước. Đối với sự thích thú của người xem, nó cứ thở ra cùng với tiếng động cứ sau vài phút, nhờ một vòi phun khí tự nhiên được lắp trong miệng của tác phẩm điêu khắc.
- Con đường dẫn dọc theo bờ sông dẫn đến lâu đài là ulica Smocza, tạm dịch là "Phố rồng".

## Rồng trong văn hóa
- Rồng Wawel (Giải thưởng đặc biệt Rồng Vàng, Bạc, Đồng và Rồng của Rồng) là những giải thưởng, thường được trao tại Liên hoan phim Kraków ở Ba Lan
- Con rồng (như "Quái vật của Kraków") đã xuất hiện trong số thứ tám của loạt truyện tranh Nextwave từ Marvel Comics (được viết bởi Warren Ellis và được vẽ bởi Stuart Immonen).
- Rồng xuất hiện trong một loạt phim ngắn được sản xuất và xuất bản bởi công ty Allegro của Ba Lan. Phim ngắn ghi lại những truyền thuyết cổ điển của Ba Lan và những câu chuyện dân gian ở dạng hiện đại hóa: trong đoạn ngắn đầu tiên, mang tên Smok, con rồng được trình bày như một cỗ máy biết bay được sử dụng bởi một kẻ bí ẩn để bắt các cô gái Kraków.
- Rồng Wawel cũng là một trong những nhân vật chính trong loạt sách của Stanisław Pagaczewski về một nhà khoa học Baltazar Gąbka, cũng như các hoạt hình ngắn dựa trên chúng.